# Daniele Roccato
Daniele Roccato (* 22. Dezember 1969 in Adria/Venetien) ist ein italienischer Kontrabassist und Komponist; er zählt zu den großen gefeierten Virtuosen der Gegenwart auf seinem Instrument.

## Leben und Wirken
Roccato begann siebenjährig eine Ausbildung auf der Geige und Gitarre und studierte dann Kontrabass bei Fedrico Garberoglio. Bereits während des Studiums spielte er den Ersten Kontrabass in namhaften Jugendorchestern wie dem Orchestre des jeunes de la Méditerranée, dem European Union Youth Orchestra, dem Orchestra Giovanile Italiana und dem Orchestra Internazionale Alpe-Adria. Nach seinem Studium wirkte er als Erster Kontrabassist an Konzerten und Aufnahmen internationaler Orchester unter Leitung von Juri Temirkanow, Wolfgang Sawallisch, Carlo Maria Giulini, Claudio Abbado, Chung Myung-whun und anderen Dirigenten mit. Seit Mitte der 1990er Jahre verfolgte er eine Laufbahn als Solo-Kontrabassist.
Mit Stefano Scodanibbio gründete er Ludus Gravis, das als bedeutendstes Kontrabassensemble auf dem Gebiet der zeitgenössischen und Neuen Musik gilt. Weiterhin gründete er als Ensembles der Neuen Musik die experimentelle Tangogruppe TrisTango und das Trio Afropea. 2013 nahm er ein Album mit Werken für Kontrabass von Sofia Gubaidulina auf (die laut Allmusic bemerkte: „Ich habe noch nie einen Kontrabass so klingen hören“). 2020 folgte eine Veröffentlichung bei Wergo, die die Kontrabassmusik von Hans Werner Henze präsentiert.
In Trioprojekten mit Lucio Dalla und Roberto Vecchioni führte Roccato ferner den Kontrabass als Soloinstrument in der Popmusik ein. Auf dem Gebiet der experimentellen und Improvisationsmusik arbeitete er u. a. mit Mark Dresser, Vinko Globokar, Garth Knox, Joëlle Léandre, Thollem McDonas, Butch Morris, Barre Phillips (Confluence), Dominique Pifarély, Michele Rabbia, Terry Riley, Olivier Benoit, Bruno Chevillon, Marco Colonna, Pascal Contet, Paolo Damiani, Marc Ducret, Ciro Longobardi, Ivo Nilsson, Fabrizio Ottaviucci, Markus Stockhausen, Jay Schwartz und Michael Thieke zusammen. Er improvisierte auch zu Auftritten von Tänzern, Schauspielern, Dichtern und Malern; unter anderem realisierte er ein Projekt mit dem Maler, Bildhauer und Dichter Jim Dine.
Mit dem Schriftsteller, Dramaturgen und Schauspieler Vitaliano Trevisan schuf er die Theaterarbeiten Solo et Pensoso, Time Works, Note sui Sillabari, Madre con Cuscino, Campo Marzo 9/10, Burroughs in Cage und Good Friday Night. Für den Tänzer und Choreographen Virgilio Sieni schrieb er die Musik zu Agorà Tutti und Vangelo secondo Matteo (aufgeführt bei der Biennale Venedig), CORPUS_Deposizioni e Visitazioni, Vita_Nova und DOLCE VITA_Archeologia della Passione (aufgeführt beim RomaEuropa Festival) und Le Sacre - Preludio (Teatro Comunale di Bologna).
Roccato ist Professor für Kontrabass am Conservatorio Santa Cecila in Rom. Er gab Seminare u. a. am Pariser Konservatorium, der Berliner Universität der Künste, der San Francisco State University, am Königlich Dänischen Konservatorium und der Norwegischen Musikhochschule. Seine Werke und Transkriptionen erschienen u. a. in den Verlagen Sikorski, Schott und Editions Salabert. Aufnahmen spielte er u. a. für ECM Records, Wergo und Sony Music ein.